# Le Journal d'une femme de chambre
Le Journal d'une femme de chambre is een Frans-Italiaanse film van Luis Buñuel die werd uitgebracht in 1964.
Het scenario is van de hand van Buñuel en Jean-Claude Carrière en is gebaseerd op de gelijknamige roman (1900) van Octave Mirbeau. Buñuel en Carrière herhaalden deze eerste samenwerking nog meerdere keren, voor vijf van de zeven films die Buñuel nog verwezenlijkte.   
De film werd gedraaid in zwart-wit en gemonteerd zonder muziek.   
De film werd niet positief onthaald bij zijn première maar kreeg achteraf een hogere waardering bij cinefielen.

## Verhaal
Frankrijk, begin van de jaren dertig van de 20e eeuw. Célestine, een tweeëndertigjarig kamermeisje uit Parijs, komt met de trein aan in een Normandisch stadje waar ze een nieuwe betrekking gevonden heeft. Ze treedt in dienst bij de familie Monteil, een bourgeois familie die verblijft op het landgoed Le Prieuré. 
Algauw ondervindt ze dat alle bewoners een of meerdere vreemde kantjes vertonen: de vrouw des huizes is een gierige, puriteinse en hooghartige vrouw die neerbuigend omgaat met haar personeel en geobsedeerd is door netheid en orde. Célestine heeft ook af te rekenen met de gefrustreerde heer des huizes die seksueel niet aan zijn trekken komt en met het fetisjisme van diens schoonvader, een ex-schoenmaker voor wie ze in laarsjes moet paraderen. 
Zeer tegen haar zin moet ze ook omgaan met Joseph, de onbeschaafde stalknecht die er ultrarechtse, racistische overtuigingen op nahoudt. Bovendien wordt Joseph op haar verliefd en koestert hij toekomstplannen voor hen beiden. En dan is er nog de buurman, de gepensioneerde legerkapitein Mauger, een bazige benepen man. 

## Rolverdeling
| Acteur               | Personage                                                  |
| -------------------- | ---------------------------------------------------------- |
| Jeanne Moreau        | Célestine, het nieuwe kamermeisje                          |
| Georges Géret        | Joseph, de stalknecht, militante extremist                 |
| Michel Piccoli       | meneer Monteil, de geobsedeerde heer des huizes            |
| Françoise Lugagne    | mevrouw Monteil, de vrouw des huizes                       |
| Jean Ozenne          | meneer Rambour, de vader van mevrouw Monteil, de fetisjist |
| Daniel Ivernel       | kapitein Mauger, de buur van de Monteils                   |
| Gilberte Géniat      | Rose, de gezellin van de kapitein                          |
| Bernard Musson       | de koster, vriend van Joseph en extremist                  |
| Jean-Claude Carrière | de chef van de handlangers                                 |
| Muni                 | Marianne, de meid van de familie Monteil                   |
| Claude Jaeger        | de onderzoeksrechter                                       |

## Andere filmadaptaties
- Дневник горничной (Le Journal d'une femme de chambre), een Russische film uit 1916 onder regie van Mikhaïl Martov, was de eerste verfilming van Mirbeau's roman.
- Jean Renoir verfilmde de roman in 1946 in de Verenigde Staten onder de titel The Diary of a Chambermaid. Paulette Goddard vertolkte de titelrol.
- In 2015 vertolkte Léa Seydoux onder regie van Benoît Jacquot de titelrol in Journal d'une femme de chambre.